# Ward (subdivisão eleitoral)
Um ward (semelhante a distrito ou concelho em português) é um termo em língua inglesa usado para designar um tipo de subdivisão de municípios.
Na Austrália, Canadá, Nova Zelândia, África do Sul, o Reino Unido e nos Estados Unidos, wards são circunscrições, distrito eleitoral para a eleição de governo local em eleições locais. Nos Estados Unidos é comum identificar wards por números em vez de nomes.
Na Irlanda, wards urbanos e rurais, como divisões eleitorais distritais foram renomeados como Divisão eleitoral em 1994. Os distritos eleitorais para o autoridades locais são ainda muitas vezes popularmente chamado "wards". Estes consistem em várias circunscrições, e são chamados oficialmente "áreas de eleições locais".
- Em algumas cidades da Índia, como Mumbai, um ward é uma unidade administrativa da região da cidade.[3][4]
- Em partes do norte da Inglaterra, um ward era uma sub-entidade de um condado, equivalente a um hundred.